# أغبر (خيل)

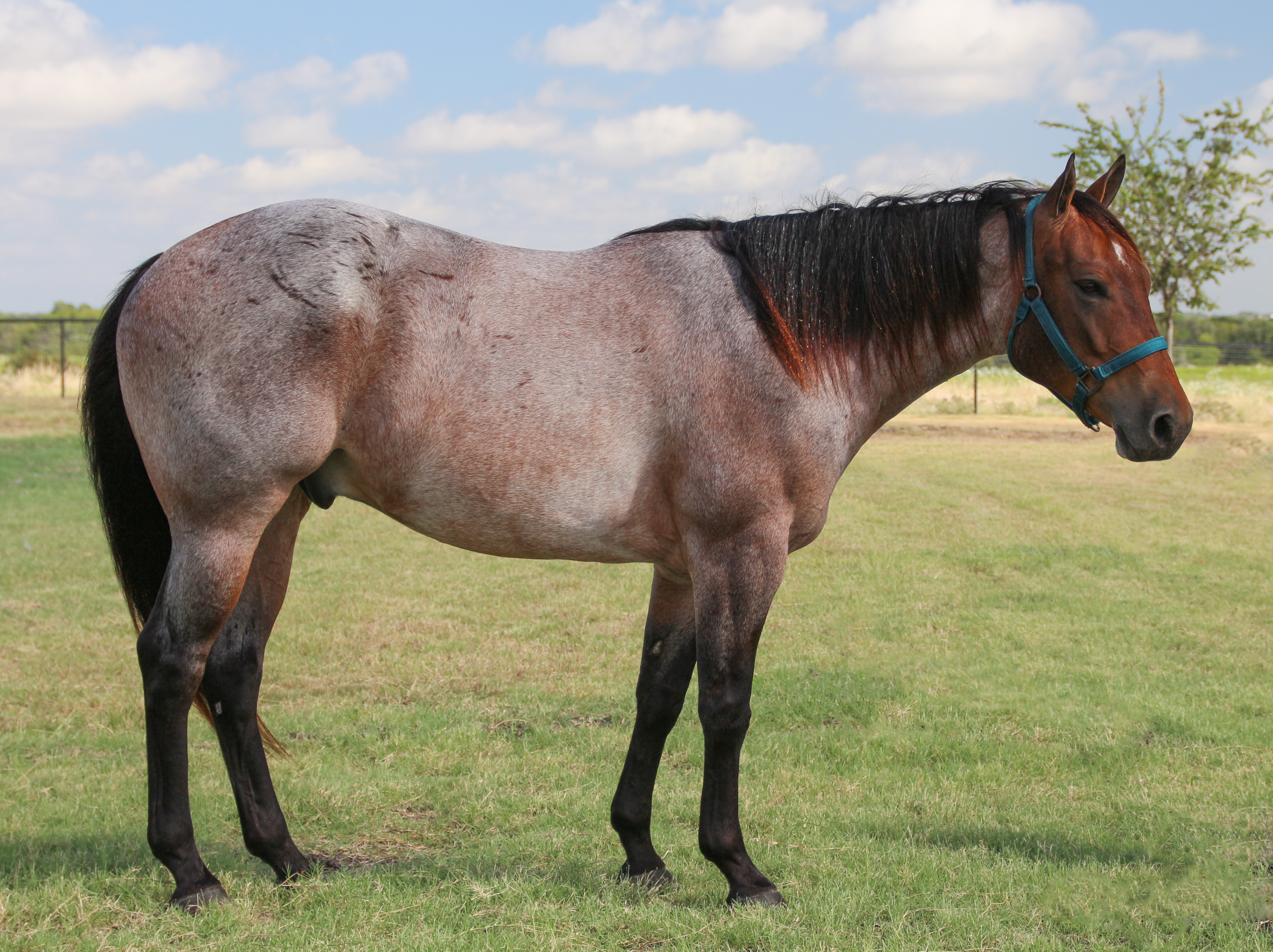
Bay roan (يُطلق عليه أحيانًا "red roan")

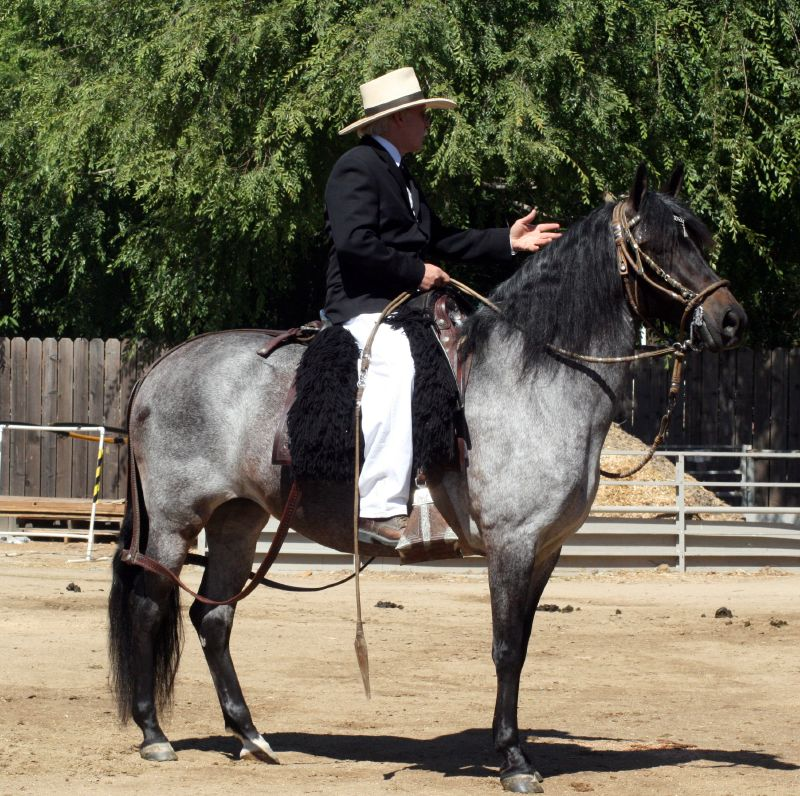
"طائر أزرق " مزرق فوق طبقة أساسية سوداء

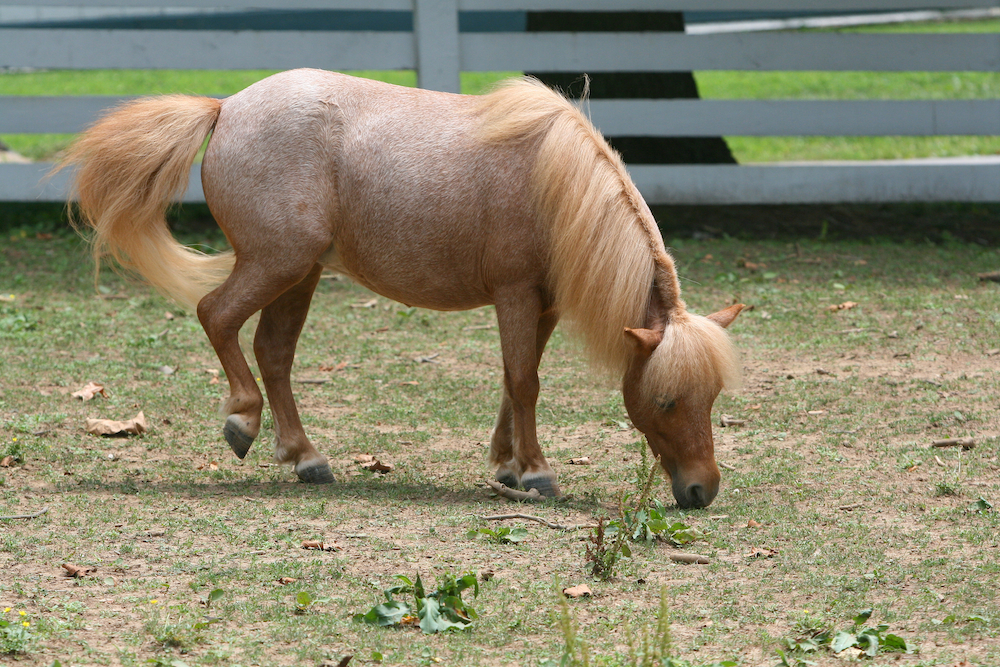
الروان الأحمر ، لونه كستنائي، يسمى أحيانًا "روان الفراولة"

الأَغْبَر هو نمط لون جلد الحصان يتميز بمزيج متساوٍ من الشعر الملون والأبيض على الجسم ، في حين أن الرأس و " النقاط " - الأرجل السفلية والبدة والذيل - غالبًا ما تكون صلبة اللون. الخيول ذات الجلود الحمراء لها شعيرات بيضاء متداخلة بالتساوي في أي لون آخر. يحتوي الرأس والساقين والبدة والذيل على عدد أقل من الشعر الأبيض المتناثر أو لا يحتوي على شعر على الإطلاق. يعتبر نمط الروان موروثًا بشكل سائد ، ويوجد في العديد من سلالات الخيول . في حين لم يتم تحديد الطفرة المحددة المسؤولة عن الروان تمامًا ، يمكن أن يحدد اختبار الحمض النووي الزيجوزية للروان في عدة سلالات. الروان الحقيقي موجود دائمًا عند الولادة ، على الرغم من أنه قد يكون من الصعب رؤيته إلا بعد سقوط معطف المهر. قد يتفتح المعطف أو يغمق من الشتاء إلى الصيف ، ولكن على عكس لون المعطف الرمادي ، الذي يبدأ أيضًا بشعر مختلط أبيض وملون ، لا يصبح لون الحصان أفتح تدريجياً مع تقدم العمر. يمكن أن يؤدي التأثير الجليدي للشعر المختلط الأبيض والملون إلى تكوين معاطف تبدو مزرقة أو وردية.